# Rucker von Lauterburg
Rucker von Lauterburg (auch: Rücker von Lauterburg oder Rüdiger von Lauterburg; * um 1400 in Lauterburg; † 14. März 1466 in Speyer) war ein katholischer Priester, Rektor der Universität Leipzig, Domherr und Generalvikar des Bistums Speyer. Für seinen Bischof weilte er zweimal in diplomatischer Mission in Rom.

## Leben und Wirken
Rucker von Lauterburg stammte aus dem elsässischen Grenzort Lauterbourg, der zu seiner Zeit auch politisch dem Hochstift Speyer angehörte. Über seine Abstammung und sein frühes Leben ist nichts bekannt. Er war offenbar nichtadeliger Herkunft und benannte sich, der Zeitsitte folgend, nach dem Heimatort „Rucker von Lauterburg“. Vermutlich ist er identisch mit dem „Ritkerus Molitoris de Lauterburg“ der im Wintersemester 1418 an der Universität Erfurt studierte.
1431 wird er als Kaplan von St. Justin bei Landau und Frühmessner in Böchingen genannt. Am 26. Juni 1431 immatrikulierte sich Rucker von Lauterburg an der Universität Leipzig, wo er als Bakkalaureus, am 23. April 1432, für das Sommersemester, zum Rektor gewählt wurde und mit Datum vom 12. Dezember 1432 das Lizenziat in Theologie erwarb. Am 11. Oktober 1432 fungierte er bei den dortigen Promotionen in Philosophie auch als Dekan und Vizekanzler. Nach seiner Rückkehr ins Heimatbistum Speyer wurde Rucker von Lauterburg hier Domherr. In dieser Eigenschaft nahm er 1440 als Vertreter von Bischof Reinhard von Helmstatt an der vom Mainzer Erzbischof Dietrich Schenk von Erbach nach Aschaffenburg einberufenen Provinzialsynode teil.
Rucker von Lauterburg avancierte zum Speyerer Domprediger und initiierte am 8. Juli 1443 einen Beschluss des Domkapitels, dass im Dom alltäglich die Antiphon „Salve Regina“ gesungen werden sollte, während das Chorpersonal in feierlicher Prozession am Gnadenbild vorbeizog. Außerdem ließ er an Samstagabenden und an Vorabenden wichtiger Kirchenfeste die sogenannte „Salve-Andacht“ einführen, einen Wortgottesdienst zur Marienverehrung. Dieser Brauch existiert im Bistum Speyer bis in die Gegenwart, ebenso wie im Dom immer noch bei allen Feierlichkeiten die Antiphon „Salve Regina“ gesungen wird. Beide Traditionen gehen auf den Domherrn Rucker von Lauterburg zurück.
Von 1446 bis 1448 wirkte der Geistliche als Generalvikar des Bistums Speyer. 1456 sandte ihn Bischof Siegfried III. von Venningen zusammen mit Domdekan Johann von Venningen, dem späteren Oberhirten von Basel, nach Rom, um dort die Bestätigung für sein neues Amt einzuholen. Drei Jahre später reiste Rucker von Lauterburg, zusammen mit dem Dompropst Ulrich von Helmstatt, in gleicher Mission für Bischof Johannes II. Nix von Hoheneck an die römische Kurie. Als Domherr und Doktor der Theologie erließ Rucker von Lauterburg 1465 im Auftrag des Reformbischofs Matthias von Rammung ein strenges Sendschreiben gegen die Verletzung des Zölibats ("priesterliches Konkubinat"). Bei der Errichtung der Stifte in Ettlingen und St. Michael in Pforzheim wirkte der Domherr als päpstlicher Exekutor, bei Beurkundung der Gründung des Kollegiatstiftes Baden-Baden als Zeuge.
Rucker von Lauterburg starb am 14. März 1466 und wurde im nicht mehr existierenden Kreuzgang des Speyerer Domes, nahe dem dortigen „Predigerstuhl“ begraben. Bereits 1452 hatte er für sich testamentarisch zwei tägliche Messen im Dom gestiftet und die jährliche Ausrichtung des St.-Bernhard-Festes in der gleichnamigen Domkapelle dotiert. Beides ist im jüngeren Speyerer Seelbuch eingetragen.